# نادي صما الرياضي

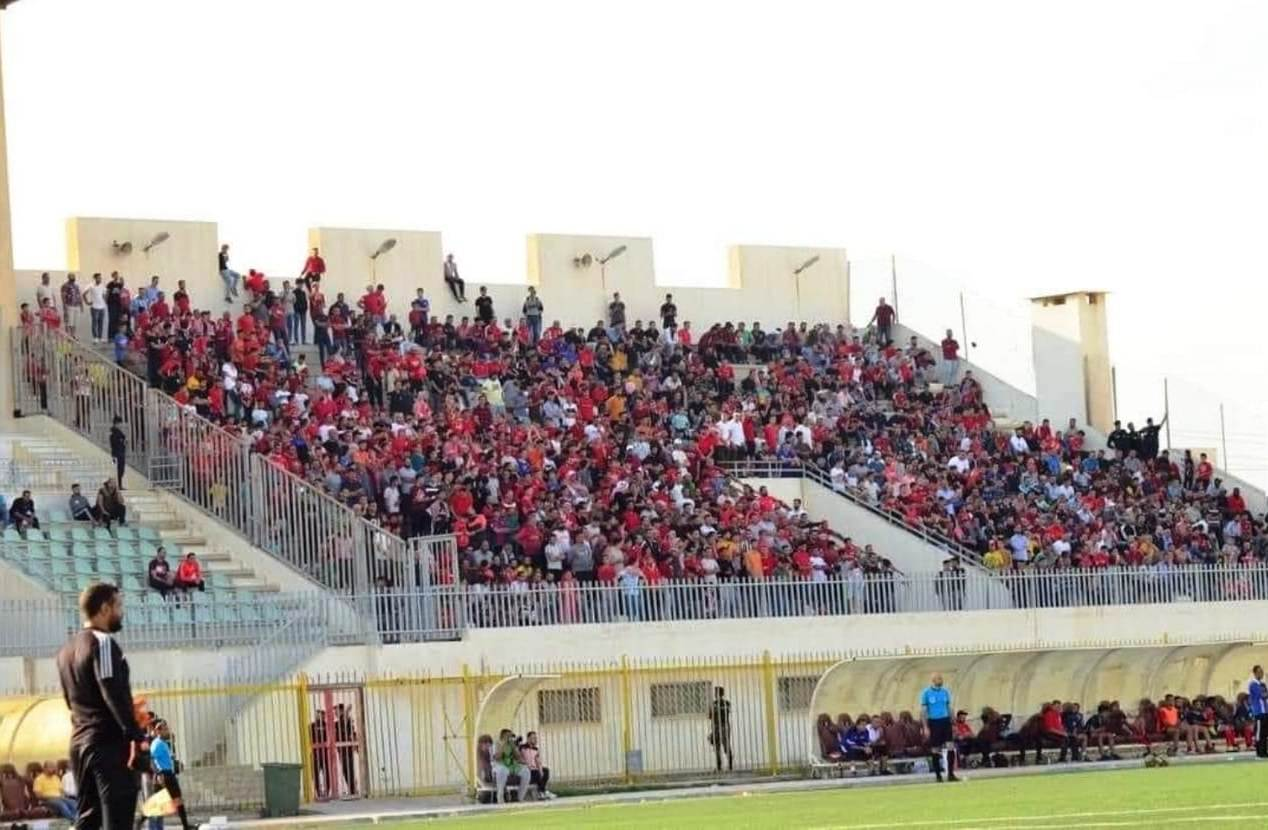
مشجعي نادي ساما

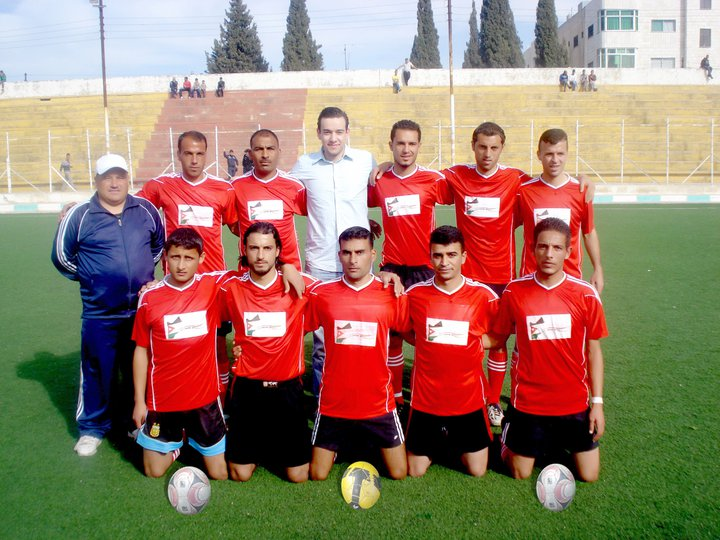
تشكيلة نادي صما لكرة القدم في عام 2013

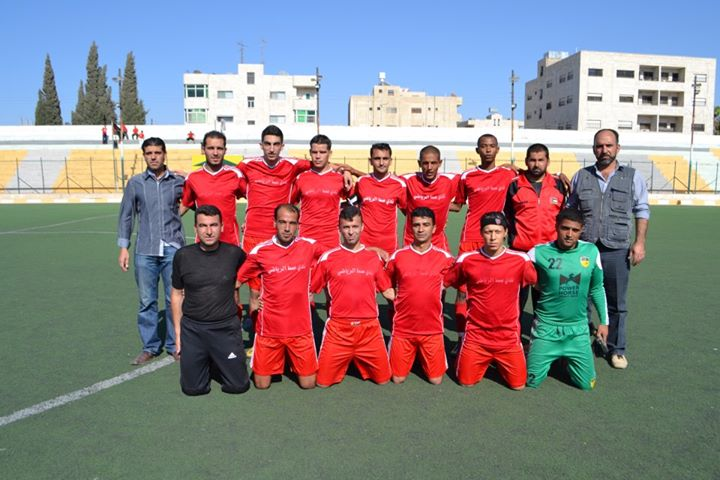
تشكيلة نادي صما لكرة القدم، ربما في عام 2013

نادي صما لكرة القدم هو نادي كرة قدم أردني مقره منطقة صما، الأردن، على بعد 18 كيلومترًا غرب مدينة إربد. ويتنافس حالياً في دوري الدرجة الأولى الأردني، وهو المستوى الثاني لكرة القدم الأردنية.

## تاريخه
يستضيف نادي صما الرياضي العديد من الرياضات، بما في ذلك كرة القدم، ولكن أيضًا في رياضات أخرى مثل كرة الطائرة ورياضتي البيسبول وكرة السوفتبول.
في 5 يونيو 2012، فرض الاتحاد الأردني لكرة القدم عقوبات على نادي صما بعدة طرق، أبرزها هبوطه من دوري الدرجة الثانية الأردني إلى دوري الدرجة الثالثة الأردني، بسبب حادثة مباراة ضد نادي حرثا. كما كان متورط في أعمال شغب قبل عامين في دوري الدرجة الثالثة.
في 25 مارس 2017، تمت ترقية صما مرة أخرى إلى دوري الدرجة الثانية
في 8 أكتوبر 2022 تمت ترقية النادي إلى دوري الدرجة الأولى الأردني. وفي نفس الموسم، وتحديدًا في 15 أكتوبر/تشرين الأول، توج نادي صما بلقب دوري الدرجة الثانية الأردني 2022، بعد فوزه على نادي أم القطين بركلات الترجيح.

## روابط خارجية
- نادي صما - سكور واي
- نادي صما الرياضي - كوورة